# Tojota

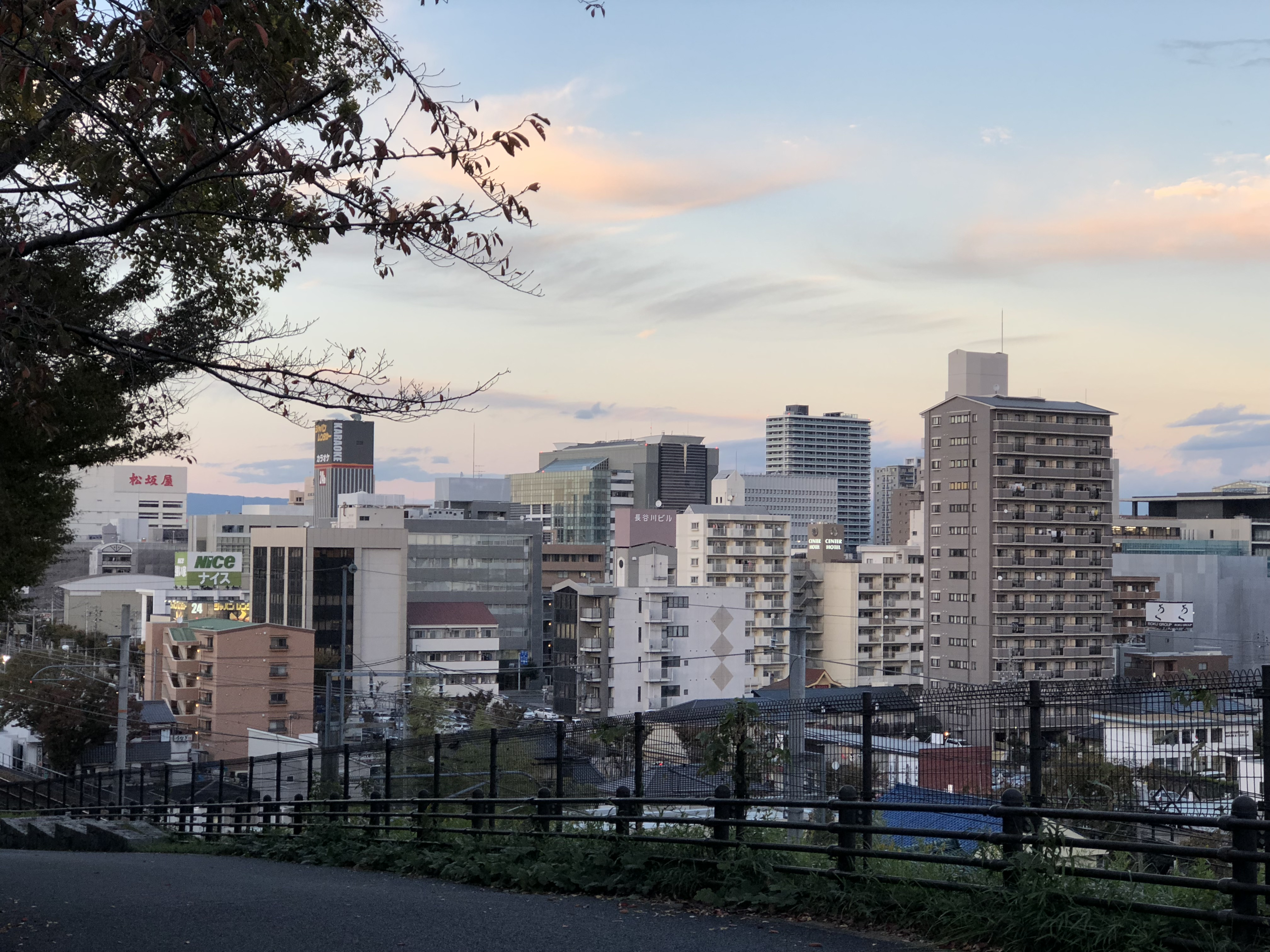
Tojota

Tojota (japonsky 豊田市, Tojota-ši) je město ležící v prefektuře Aiči v Japonsku.
Správní území rozlohou 918,47 km2 je největším městem v prefektuře Aiči. Počet obyvatel byl k 1. červnu 2007 418 427 obyvatel.
Poštovní směrovací číslo je 〒471-8501.
Název města byl změněn z původního Koromo (挙母市, Koromo-ši) na Tojota v roce 1959 a to podle firmy Toyota džidóša (Toyota Motor Corporation), jejímž zakladatelem byl pan Kiičiró Tojoda. Firma Toyota má ve městě Tojota svůj hlavní podnik.

## Partnerská města
- Detroit, Spojené státy americké